# Jens Jønsson
Jens Jønsson (* 10. Januar 1993 in Aarhus) ist ein dänischer Fußballspieler, der seit 2022 beim griechischen Erstligisten AEK Athen spielt.

## Karriere

### Verein
Jønsson durchlief die Nachwuchsabteilungen der Vereine Viby Idrætsforening, Idrætsforeningen Lyseng und Aarhus GF und startete bei letzterem 2011 seine Profikarriere. Mit dem Erstligisten verfehlte er in der Saison 2013/14 den Klassenerhalt der Superliga und ging mit diesem in die 1. Division, in die 2. dänische Liga. Gleich in der ersten Saison nach dem Abstieg, in der Saison 2014/15 wurde er mit seinem Team Vizemeister der Liga und kehrte damit nach einem Jahr wieder in die Superliga zurück.
Zur Spielzeit 2016/17 wechselte er in die Türkei zum Süper-Lig-Verein Konyaspor. Mit Konyaspor gewann er 2017 den türkischen Pokal und den Supercup. Auf europäischer Ebene kam er in je vier Gruppenspielen der UEFA Europa League 2016/17 und 2017/18 zum Einsatz. Die Mannschaft schied aber jeweils nach der Gruppenphase aus. Nach 99 Ligaspielen wechselte er im August 2020 zum spanischen Erstligaaufsteiger FC Cádiz. Seit August 2022 trägt er das Trikot vom AEK Athen. Mit AEK gewann er das griechische Double.

### Nationalmannschaft
Jønsson startete seine Nationalmannschaftskarriere 2009 mit einem Einsatz für die dänischen U-16-Nationalmannschaft und durchlief bis zur dänischen U-21-Nationalmannschaft nahezu alle Nachwuchsnationalmannschaften seines Landes. Mit der U-21-Mannschaft nahm er an der U-21-Europameisterschaft 2015 teil, wo die Dänen das Halbfinale erreichten und sich für die Olympischen Spiele 2016 qualifizierten. Dort kam er in den vier Spielen zum Einsatz, die mit dem Aus im Viertelfinale endeten. Am 11. November 2020 debütierte er für die A-Nationalmannschaft bei einem Freundschaftsspiel gegen Schweden.

## Erfolge
Mit Aarhus GF
- Vizemeister der 1. Division und Aufstieg in die Superliga: 2014/15

Mit Konyaspor
- Pokalsieger: 2016/17
- Supercup-Sieger: 2017

Mit AEK Athen
- Meister: 2022/23
- Pokalsieger: 2022/23